# Partia Pracy (Indonezja)
Partia Pracy (indonez. Partai Buruh) – marksistowska, indonezyjska partia polityczna założona 25 grudnia 1949 roku przez członków Partii Pracy Indonezji (PBI), sprzeciwiających się jej połączenia z Komunistyczną Partią Indonezji.
Jak podaje H. Feith, ugrupowanie było wpływowym podmiotem tworzącej się indonezyjskiej sceny politycznej po uzyskaniu niepodległości dzięki poparciu związków zawodowych oraz posiadanym wpływom politycznym wewnątrz ministerstwa pracy. Przewodniczący Partii Pracy - Iskandar Tedjasukmana, w latach 1951-1956 piastował urząd ministra pracy.
W swoich dokumentach programowych partia odwoływała się do Marksizmu oraz do idei narodowych. W samej partii istniał podział na frakcję "opozycjonistów" popierających w dużej mierze Indonezyjską Partię Narodową i Partię Murba oraz frakcję intelektualistów bliżej związanych z Indonezyjską Partią Socjalistyczną.
W wyborach parlamentarnych w 1955 roku, ugrupowanie zdobyło 0,6% (224 167) ważnie oddanych głosów, uzyskując dwa mandaty. W parlamencie Partia Pracy przystąpiła do Frakcji Zwolenników Obrony Proklamacji. Niedługo po tym, ugrupowanie zostało rozwiązane.